# Панталей Димитров
 Тази статия е за българския политик.  За футболиста вижте Пантелей Димитров.  
 Панталей Димитров Панталеев  е български политик. Кмет на Ловеч.

## Биография
Паталей Димитров е роден на 27 октомври 1932 г. в Луковит. Средно образование завършва в родния си град, а висше – във Висшия институт за физическа култура, София. Работи в апарата на ДКМС и Български съюз за физкултура и спорт (БСФС), Луковит (1954 – 1962).
От 1962 г. се установява в Ловеч. Председател на Окръжен съвет на БСФС (1962 – 1972), 1979 – 1997), на Окръжния комитет за младежта и спорта (1972 – 1974). Има принос за изграждане, реконструкция и модернизация на материалната базата за физкултура, спорт, туризъм, автомобилизъм и младежки дейности в Ловешки окръг. През 1966 г. окръгът е на първо място в национален мащаб по изграждане на спортна база. Съвместно с Българската национална телевизия през 1967 г. поставя началото на спортния детски празник „Пламъчета сини“. През 1974 г. в Ловеч е изградена най-добрата в България материална база на Съюза на българските автомобилисти.
Кмет на Ловеч (1974 – 1979). С принос е за изработване и реализиране на цялостна инфраструктурна програма, градоустройствен план на Ловеч и създаване на Архитектурно-исторически резерват „Вароша“. Завършени са жилищните комплекси „Здравец“ и „Червен бряг“. Оформени са централна пешеходна зона, входно-изходните магистрали, околовръстното шосе. Модернизират се авто и жп гара, читалищната и театрална сграда. Възстановена е дейността на оперетния състав и са открити митрополитски дом, клуб на дейците на културата, младежки дом, ресторанти, детски градини и филиали на индустриални предприятия.

### Награди
- „Народен орден на труда“ бронзов, сребърен, златен (1964, 1966, 1984)
- Орден „Червено знаме“, за цялостна дейност в изграждане на НРБ (1982)
- Медал „За особени заслуги“ (1982, 1984, 1986)
- Медал „За заслуга“ (1974)
- Звание „Заслужил деятел на физическата култура на НРБ“ (1971, 1982)
- „Заслужил деятел на физическата култура на Полша“ (1971)
- „Заслужил деятел на Български туристически съюз“ (1978)
- „Заслужил деятел на Съюза на българските автомобилисти“ (1974)
- „Почетен знак и значка на Българска футболна федерация“
- „Ветеран на спорта на СССР“
- „Златно кормило на Съюза на българските автомобилисти“
- е Удостоен със званието Почетен гражданин на Ловеч на 19 септември 2002 г. „За принос в изграждането на Ловеч и развитието на спорта в Ловешки окръг“.